# Manden der tænkte ting
Manden der tænkte ting è un film del 1969 diretto da Jens Ravn.